# Catostomus nebuliferus
Catostomus nebuliferus és una espècie de peix de la família dels catostòmids i de l'ordre dels cipriniformes que es troba a Coahuila de Zaragoza (Mèxic).